# Велика Талдинська печера
Велика Талдинська, Тавдинська печера (рос. Большая Талдинская, Тавдинская) — печера на Алтаї, Алтайський край, Росія.  Загальна протяжність — 270 м. Глибина печери — 23 м, амплітуда висот — 23 м; загальна площа — 700 м²; об'єм — 1200 м³.  Печера відноситься до Західноалтайської області Алтайської провінції Алтай-Саянської спелеологічної країни. Кадастровий номер 5146/8543-1.